# Nanni Scolari
Ennio Scolari, detto Nanni (1935 – 31 gennaio 1983), è stato un filosofo italiano.

## Biografia

### Gli studi
Allievo di Luciano Anceschi, di cui curò la Festschrift (Studi in onore di Luciano Anceschi in occasione del suo settantesimo compleanno, a cura di Lino Rossi ed Ennio Scolari, Bologna, Istituto di filosofia dell'Università di Bologna, 1982), insegnò Estetica nella facoltà di Magistero dell’Università di Bologna. Vicino al Gruppo 63, fu tra i fondatori di «Malebolge» e collaborò a diverse riviste tra cui «Il Verri». Nel volume Quattro studi sull'estetica del positivismo e altri scritti (Modena, Mucchi, 1984) furono raccolti i suoi lavori, «in se stessi compiuti, ma dispersi in riviste, miscellanee, prefazioni».

### Il suicidio
«Emotivamente travolto» da una citazione del Tribunale di Bologna come testimone nel processo per la Strage dell'Italicus intorno al presunto coinvolgimento di alcuni suoi ex allievi dell'Università, citazione a cui la stampa locale diede ampio rilievo essendo Scolari anche un dirigente della Federazione di Reggio Emilia del Partito Comunista Italiano, si uccise.. Il giorno successivo il deputato comunista Antonio Bernardi inviò un telegramma di protesta alla Commissione parlamentare per l'indirizzo generale e la vigilanza dei servizi radiotelevisivi per il modo con cui il TG2 delle 19,45 del 31 gennaio 1983 aveva dato la notizia del suicidio ; il  3 febbraio, insieme ad altri firmatari tra cui l'allora deputato Edoardo Sanguineti, presentò un'analoga interrogazione alla Camera .